# Mark M. Phillips
Mark M. Phillips (nacido el 31 de marzo de 1951, San Diego, California, Estados Unidos) es un internacionalmente reconocido astrónomo en los estudios observacionales de  supernovas. Es muy conocido por su trabajo en SN1986G, SN 1987A, Proyecto Calán Tololo, el equipo de búsqueda de alta Z Supernova, y especialmente por la relación de Phillips. Esta relación ha permitido el uso de las supernovas de tipo Ia como candelas estándar, lo que lleva a las mediciones precisas de la constante de Hubble H0 y el parámetro de deceleración q0, el último que implica la existencia de la energía oscura o una constante cosmológica en el Universo.
Él es el exdirector del observatorio de Cerro Tololo del Observatorio Nacional de Astronomía Óptica y actualmente es el director Asociado y miembro Carnegie personal Observatorio Las Campanas en Chile, parte de los Observatorios de la Instituto Carnegie para la Ciencia.
Recibió su licenciatura en astronomía de la Universidad Estatal de San Diego en 1973, y su doctorado, también en Astronomía y Astrofísica en 1977, de la Universidad de California en Santa Cruz y el Observatorio Lick, donde fue alumno del profesor Donald Osterbrock. Después de la universidad, él era un postdoc en tanto CTIO, a continuación, en el Observatorio Anglo-Australiano, regresando a Chile en 1982 para convertirse en un astrónomo personal de la CTIO.
Además de su trabajo en las supernovas, también ha trabajado ampliamente en los estudios espectroscópicos de núcleos galácticos activos.